# Чолаковци
Чолаковци е квартал на град Велико Търново, намиращ се в близост до река Янтра.

## История

### Село Чолаковци
Според легендата село Чолаковци е създадено в края на XVIII век. Заселници на селото са българи от района на Дряново и Тетевен.
През 1871 година в селото се построява православен храм „Свети Архангел Михаил“, който е осветен от Иларион Макариополски. Сред най-големите родове на преселниците е този на хайдутина Чолак („еднорък“), който дава името на селото.
След Освобождението на България в село Чолаковци се създава килийно училище и читалище, наречено „Съзнание“. Учредена е Всестранна кооперация „Нов живот“ през 1949 г.

### Квартал Чолаковци
През 70-те години на 20 век селото е присъединено като квартал на околийския център Велико Търново. Първоначално започва строеж на жилищни кооперации, който преминава в строеж на панелни блокове. През 90-те години кварталът е свързан с града и южната промишлена зона чрез 2 тролейбусни линии.

## Личности
- Рада Барачкина – хайдутка[2]